# Consorti dei sovrani di Sicilia
Il seguente è un elenco cronologico delle consorti dei sovrani di Sicilia dalla conquista normanna alla costituzione del Regno delle Due Sicilie. In alcuni periodi il Regno di Sicilia fu unito in unione personale al Regno di Napoli.

## Conti di Sicilia (1071-1130)
Altavilla (1071-1130) 
| Immagine | Nome                 | Padre                                                                | Nascita    | Matrimonio | Divenne Contessa | Cessò di essere Contessa | Morte      | Consorte   |
| -------- | -------------------- | -------------------------------------------------------------------- | ---------- | ---------- | ---------------- | ------------------------ | ---------- | ---------- |
|          | Giuditta d'Evreux    | Guglielmo, conte d'Évreux (Évreux)                                   | 1050       | 1061       | 1072             | 1076                     | 1076       | Ruggero I  |
|          | Eremburga di Mortain | Guglielmo, conte di Mortain (Mortain)                                | ?          | circa 1080 | circa 1080       | circa 1087               | circa 1087 | Ruggero I  |
|          | Adelasia del Vasto   | Manfredo, marchese di Savona e della Liguria occidentale (Aleramici) | 1074       | 1089       | 1089             | 1101                     | 1118       | Ruggero I  |
|          | Elvira di Castiglia  | Alfonso VI, re di León e Castiglia (Navarra)                         | circa 1100 | 1117       | 1117             | 1130                     | 1135       | Ruggero II |

## Re di Sicilia (1130-1816)
Altavilla (1130-1198) 
| Immagine | Nome                   | Padre                                             | Nascita    | Matrimonio | Divenne Regina | Cessò di essere Regina | Morte | Consorte     |
| -------- | ---------------------- | ------------------------------------------------- | ---------- | ---------- | -------------- | ---------------------- | ----- | ------------ |
|          | Elvira di Castiglia    | Alfonso VI, re di León e Castiglia (Navarra)      | circa 1100 | 1117       | 1130           | 1135                   | 1135  | Ruggero II   |
|          | Sibilla di Borgogna    | Ugo II, duca di Borgogna (Borgogna)               | 1126       | 1149       | 1149           | 1150                   | 1150  | Ruggero II   |
|          | Beatrice di Rethel     | Ithier, conte di Rethel (Rethel)                  | circa 1131 | 1151       | 1151           | 1154                   | 1185  | Ruggero II   |
|          | Margherita di Navarra  | García IV, re di Navarra (Jiménez)                | circa 1134 | 1150       | 1154           | 1166                   | 1183  | Guglielmo I  |
|          | Giovanna d'Inghilterra | Enrico II, re d'Inghilterra (Plantageneti)        | 1165       | 1177       | 1177           | 1189                   | 1199  | Guglielmo II |
|          | Sibilla di Medania     | Ruggero, conte di Acerra (Medania)                | 1153       | 1174       | 1189           | 1194                   | 1205  | Tancredi     |
|          | Irene Angelo           | Isacco II Angelo, imperatore di Bisanzio (Angelo) | 1177/1181  | 1192       | 1193           | 1193                   | 1208  | Ruggero III  |

 Hohenstaufen (1194-1266) 
| Immagine | Nome                   | Padre                                              | Nascita    | Matrimonio | Divenne Regina | Cessò di essere Regina | Morte | Consorte    |
| -------- | ---------------------- | -------------------------------------------------- | ---------- | ---------- | -------------- | ---------------------- | ----- | ----------- |
|          | Costanza d'Altavilla   | Ruggero II, re di Sicilia (Altavilla)              | 1154       | 1186       | 1194           | 1197                   | 1198  | Enrico VI   |
|          | Costanza d'Aragona     | Alfonso II, re d'Aragona (Barcellona)              | circa 1184 | 1209       | 1209           | 1222                   | 1222  | Federico II |
|          | Iolanda di Brienne     | Giovanni I, re di Gerusalemme (Brienne)            | 1212       | 1225       | 1225           | 1228                   | 1228  | Federico II |
|          | Isabella d'Inghilterra | Giovanni, re d'Inghilterra (Plantageneti)          | 1214       | 1235       | 1235           | 1241                   | 1241  | Federico II |
|          | Bianca Lancia          | Bonifacio I d'Agliano o Manfredi I Lancia (Lancia) | 1210       | 1246       | 1246           | 1248                   | 1248  | Federico II |
|          | Elisabetta di Baviera  | Ottone II, duca di Baviera (Wittelsbach)           | 1227       | 1246       | 1250           | 1254                   | 1273  | Corrado     |
|          | Beatrice di Savoia     | Amedeo IV, conte di Savoia (Casa Savoia)           | 1223       | 1248       | 1258           | 1259                   | 1259  | Manfredi    |
|          | Elena Angelo           | Michele II, despota d'Epiro (Angelo)               | 1242       | 1259       | 1259           | 1266                   | 1271  | Manfredi    |

 Angiò (1266-1302 - Pace Caltabellotta) 
| Immagine | Nome                   | Padre                                                 | Nascita | Matrimonio | Divenne Regina | Cessò di essere Regina | Morte | Consorte                                |
| -------- | ---------------------- | ----------------------------------------------------- | ------- | ---------- | -------------- | ---------------------- | ----- | --------------------------------------- |
|          | Beatrice di Provenza   | Raimondo Berengario IV conte di Provenza (Barcellona) | 1233    | 1246       | 1266           | 1267                   | 1267  | Carlo I                                 |
|          | Margherita di Borgogna | Oddone di Borgogna, conte di Nevers (Borgogna)        | 1250    | 1268       | 1268           | 1282                   | 1308  | Carlo I                                 |
|          | Ithamar Angelo         | Niceforo Angelo d'Epiro (Angelo)                      | 1264    | 1294       | 1294           | 1302                   | 1311  | Filippo di Taranto (Vicario di Sicilia) |

Carlo I trasferisce la capitale da Palermo a Napoli e perde la Sicilia a causa della rivolta dei Vespri Siciliani (1282), in seguito alla quale la corona dell'isola viene offerta a Pietro III d'Aragona (primo di Sicilia).
Il regno di Sicilia si ritrova diviso in due parti: l'isola siciliana, in mano agli aragonesi, e la parte continentale, tenuta dagli angioini, entrambe rivendicanti il titolo di Regno di Sicilia. La situazione troverà una sua ufficializzazione (seppur provvisoria) solo con la pace di Caltabellotta del 1302.

Da questo momento, tuttavia, i re angioini di Napoli si diranno Re di Sicilia citra e, del pari Re di Sicilia si diranno i sovrani aragonesi. Di fatto nasce, accanto al Regno di Sicilia, un nuovo regno, che in seguito verrà detto Regno di Napoli, esteso su tutta la parte continentale del meridione d'Italia.
 Barcellona (1282/1302-1410) 
| Immagine | Nome                   | Padre                                                     | Nascita | Matrimonio | Divenne Regina | Cessò di essere Regina | Morte | Consorte     |
| -------- | ---------------------- | --------------------------------------------------------- | ------- | ---------- | -------------- | ---------------------- | ----- | ------------ |
|          | Costanza II di Sicilia | Manfredi (Hohenstaufen)                                   | 1249    | 1262       | 1282           | 1285                   | 1302  | Pietro I     |
|          | Isabella di Castiglia  | Sancho IV, re di Castiglia (Anscarici)                    | 1283    | 1291       | 1291           | 1295                   | 1328  | Giacomo I    |
|          | Bianca di Napoli       | Carlo II, re di Napoli (Angiò)                            | 1280    | 1295       | 1295           | 1310                   | 1310  | Giacomo I    |
|          | Maria di Cipro         | Ugo III re di Cipro e Gerusalemme (Lusignano)             | 1273    | 1315       | 1315           | 1322                   | 1322  | Giacomo I    |
|          | Elisenda di Montcada   | Pietro II di Montcada, barone di Aitona e Soses (Moncada) | 1292    | 1322       | 1322           | 1327                   | 1364  | Giacomo I    |
|          | Eleonora di Napoli     | Carlo II, re di Napoli (Angiò)                            | 1289    | 1302       | 1302           | 1337                   | 1341  | Federico III |
|          | Elisabetta di Carinzia | Ottone III, duca di Gorizia e Tirolo (Gorizia-Tirolo)     | 1298    | 1322       | 1337           | 1342                   | 1347  | Pietro II    |
|          | Costanza d'Aragona     | Pietro IV, re d'Aragona (Barcellona)                      | 1343    | 1361       | 1361           | 1363                   | 1363  | Federico IV  |
|          | Antonia del Balzo      | Francesco del Balzo, duca d'Andria (del Balzo)            | 1355    | 1372       | 1372           | 1374                   | 1374  | Federico IV  |
|          | Bianca di Navarra      | Carlo III, re di Navarra (Évreux)                         | 1387    | 1402       | 1402           | 1409                   | 1441  | Martino I    |
|          | Margherita di Prades   | Pietro IV, conte di Ribagorza (Barcellona)                | 1395    | 1409       | 1409           | 1410                   | 1422  | Martino II   |

Alla morte di Martino II si aprì un periodo di interregno di due anni, caratterizzato da torbidi. In questo periodo la reggenza dell'isola fu formalmente affidata a Bianca di Navarra, vedova di Martino I, designata vicaria del re d'Aragona in Sicilia.
 Trastámara (1412-1516) 
| Immagine | Nome                    | Padre                                                 | Nascita | Matrimonio | Divenne Regina | Cessò di essere Regina | Morte | Consorte      |
| -------- | ----------------------- | ----------------------------------------------------- | ------- | ---------- | -------------- | ---------------------- | ----- | ------------- |
|          | Eleonora d'Alburquerque | Sancho Alfonso, conte di Alburquerque (Anscarici)     | 1374    | 1393/1394  | 1412           | 1416                   | 1435  | Ferdinando I  |
|          | Maria di Castiglia      | Enrico III, re di Castiglia (Trastámara)              | 1401    | 1415       | 1416           | 1442                   | 1458  | Alfonso I     |
|          | Giovanna Enríquez       | Fadrique Enríquez, conte di Melba e Rueda (Enríquez)  | 1425    | 1444       | 1458           | 1468                   | 1468  | Giovanni I    |
|          | Isabella I di Castiglia | Giovanni II, re di Castiglia (Trastámara)             | 1451    | 1469       | 1504           | 1504                   | 1504  | Ferdinando II |
|          | Germana de Foix         | Giovanni di Foix-Étampes, visconte di Narbonne (Foix) | 1488    | 1505       | 1505           | 1516                   | 1538  | Ferdinando II |

 Asburgo di Spagna (1516-1700) 
| Immagine | Nome                              | Padre                                              | Nascita | Matrimonio | Divenne Regina | Cessò di essere Regina | Morte | Consorte    |
| -------- | --------------------------------- | -------------------------------------------------- | ------- | ---------- | -------------- | ---------------------- | ----- | ----------- |
|          | Isabella del Portogallo           | Manuele I, re del Portogallo (Aviz-Beja)           | 1503    | 1526       | 1526           | 1539                   | 1539  | Carlo I     |
|          | Maria I d'Inghilterra             | Enrico VIII, re d'Inghilterra (Tudor)              | 1516    | 1554       | 1556           | 1558                   | 1558  | Filippo II  |
|          | Elisabetta di Valois              | Enrico II, re di Francia (Valois-Angoulême)        | 1545    | 1559       | 1559           | 1568                   | 1568  | Filippo II  |
|          | Anna d'Austria                    | Massimiliano II, Sacro Romano Imperatore (Asburgo) | 1549    | 1570       | 1570           | 1580                   | 1580  | Filippo II  |
|          | Margherita d'Austria-Stiria       | Carlo II, arciduca d'Austria Interiore (Asburgo)   | 1584    | 1599       | 1599           | 1611                   | 1611  | Filippo III |
|          | Elisabetta di Francia             | Enrico IV, re di Francia (Borbone)                 | 1602    | 1615       | 1621           | 1644                   | 1644  | Filippo IV  |
|          | Maria Anna d'Austria              | Ferdinando III, Sacro Romano Imperatore (Asburgo)  | 1634    | 1649       | 1649           | 1665                   | 1696  | Filippo IV  |
|          | Maria Luisa d'Orléans             | Filippo I, duca d'Orléans (Borbone-Orléans)        | 1662    | 1679       | 1679           | 1689                   | 1689  | Carlo II    |
|          | Maria Anna del Palatinato-Neuburg | Filippo Guglielmo, elettore Palatino (Wittelsbach) | 1667    | 1690       | 1690           | 1700                   | 1740  | Carlo II    |

 Borbone di Spagna (1700-1713) 
| Immagine | Nome                  | Padre                                       | Nascita | Matrimonio | Divenne Regina | Cessò di essere Regina | Morte | Consorte  |
| -------- | --------------------- | ------------------------------------------- | ------- | ---------- | -------------- | ---------------------- | ----- | --------- |
|          | Maria Luisa di Savoia | Vittorio Amedeo II, duca di Savoia (Savoia) | 1688    | 1701       | 1701           | 1713                   | 1714  | Filippo V |

Filippo V di Spagna perdette il regno ad opera degli Asburgo d'Austria nella guerra di successione spagnola, di fatto nel 1707, formalmente nel 1713 con la pace di Utrecht. Le clausole di questo trattato prevedevano la cessione di Napoli all'Austria e della sola Sicilia ai Savoia.
Savoia (1713-1720)
| Immagine | Nome                 | Padre                                       | Nascita | Matrimonio | Divenne Regina | Cessò di essere Regina | Morte | Consorte           |
| -------- | -------------------- | ------------------------------------------- | ------- | ---------- | -------------- | ---------------------- | ----- | ------------------ |
|          | Anna Maria d'Orléans | Filippo I, duca d'Orléans (Borbone-Orléans) | 1669    | 1684       | 1713           | 1720                   | 1728  | Vittorio Amedeo II |

Con il Trattato dell'Aia del 1720 Vittorio Amedeo II di Savoia cedette la corona di Sicilia all'Austria, che già possedeva il regno di Napoli, ottenendo in cambio la corona di Sardegna.
 Asburgo d'Austria (1720-1734)
| Immagine | Nome                                          | Padre                                                  | Nascita | Matrimonio | Divenne Regina | Cessò di essere Regina | Morte | Consorte |
| -------- | --------------------------------------------- | ------------------------------------------------------ | ------- | ---------- | -------------- | ---------------------- | ----- | -------- |
|          | Elisabetta Cristina di Brunswick-Wolfenbüttel | Luigi Rodolfo, duca di Brunswick-Wolfenbüttel (Welfen) | 1691    | 1708       | 1720           | 1734                   | 1750  | Carlo VI |

Il regno fu conquistato dalle armate spagnole nel 1734, durante la Guerra di successione polacca. Il Regno di Napoli e Il Regno di Sicilia vennero riconosciuti come indipendenti e assegnati ad un ramo cadetto dei Borbone di Spagna con il Trattato di Vienna del 1738, dando inizio al ramo dei Borbone di Napoli (poi Borbone delle Due Sicilie).
 Borbone di Napoli (1734-1816) 
| Immagine | Nome                     | Padre                                                       | Nascita | Matrimonio | Divenne Regina | Cessò di essere Regina | Morte | Consorte                  |
| -------- | ------------------------ | ----------------------------------------------------------- | ------- | ---------- | -------------- | ---------------------- | ----- | ------------------------- |
|          | Maria Amalia di Sassonia | Augusto III, re di Polonia ed elettore di Sassonia (Wettin) | 1724    | 1738       | 1738           | 1759                   | 1760  | Carlo VII                 |
|          | Maria Carolina d'Austria | Francesco I, Sacro Romano Imperatore (Asburgo-Lorena)       | 1752    | 1768       | 1768           | 1814                   | 1814  | Ferdinando III di Sicilia |

Solo il Regno di Napoli fu investo agli inizi del XIX secolo dalla tempesta napoleonica. Dopo la vittoria di Austerlitz, Napoleone Bonaparte promosse l'occupazione definitiva del napoletano e dichiarò quindi decaduta la dinastia borbonica nominando nuovo Re di Napoli il fratello Giuseppe. Il re Ferdinando IV continuò a regnare sulla Sicilia e perse solo il regno napoletano.
Dopo la caduta di Napoleone (1815) si ebbe il periodo detto Restaurazione in cui molte famiglie detronizzate dagli effetti della rivoluzione francese e delle guerre napoleoniche tornarono sul trono, tra queste anche ai Borbone di Sicilia fu concesso di tornare a regnare anche sul Regno di Napoli. L'anno seguente il Regno di Sicilia venne unito al Regno di Napoli creando il neonato Regno delle Due Sicilie con Napoli unica capitale. Per sancire l'unione dei due regni il re Ferdinando IV di Napoli (e III di Sicilia) decise di farsi chiamare Ferdinando I delle Due Sicilie. Anche il nome della casata reale venne emendato in Borbone delle Due Sicilie per riflettere il cambiamento.
Dopo la morte della regina Maria Carolina nel 1814, Ferdinando si risposò una seconda volta, in nozze morganatiche, con Lucia Migliaccio, duchessa di Floridia. Proprio per il fatto che il matrimonio fosse morganatico Lucia non divenne mai regina consorte delle Due Sicilie.